# Anthribus (djur)
Anthribus är ett släkte av skalbaggar som beskrevs av Müller 1764. Anthribus ingår i familjen plattnosbaggar.

## Bildgalleri

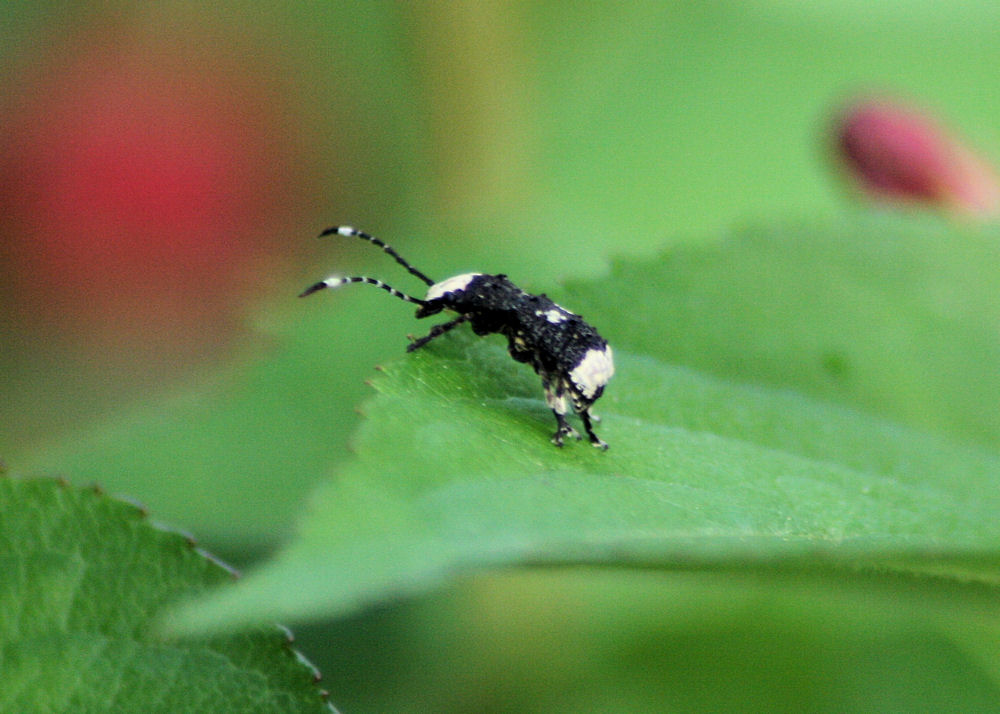
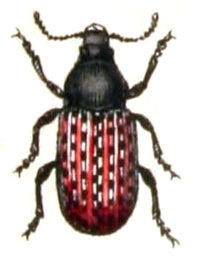

## Dottertaxa tillAnthribus, i alfabetisk ordning[1][2]
- Anthribus aculeatus
- Anthribus acuticornis
- Anthribus adspersus
- Anthribus aeneus
- Anthribus aesaloides
- Anthribus affinis
- Anthribus agariciquercini
- Anthribus albiceps
- Anthribus albicornis
- Anthribus albidus
- Anthribus albifrons
- Anthribus albiguttatus
- Anthribus albinus
- Anthribus albirostris
- Anthribus albocinctus
- Anthribus albolineatus
- Anthribus algirus
- Anthribus alternans
- Anthribus alternatus
- Anthribus ancora
- Anthribus andamanensis
- Anthribus anguliceps
- Anthribus arciferus
- Anthribus ater
- Anthribus atricornis
- Anthribus attelaboides
- Anthribus aucklandicus
- Anthribus barbicornis
- Anthribus bidens
- Anthribus bilineatus
- Anthribus bimaculatus
- Anthribus bipunctatus
- Anthribus bisignatus
- Anthribus bispinus
- Anthribus bostrichoides
- Anthribus brevicornis
- Anthribus brevirostris
- Anthribus capillicornis
- Anthribus cervinus
- Anthribus cillius
- Anthribus cinctus
- Anthribus clavicornis
- Anthribus clopi
- Anthribus coffeae
- Anthribus collaris
- Anthribus compressicornis
- Anthribus confusus
- Anthribus connexus
- Anthribus cordiger
- Anthribus cornutellus
- Anthribus cornutus
- Anthribus coronatus
- Anthribus costatus
- Anthribus crassicornis
- Anthribus crenatus
- Anthribus crispatus
- Anthribus cristatelus
- Anthribus curvipes
- Anthribus cylindricollis
- Anthribus cylindricus
- Anthribus daimio
- Anthribus dama
- Anthribus desertus
- Anthribus discifer
- Anthribus dispar
- Anthribus distinctus
- Anthribus dorsalis
- Anthribus elongatus
- Anthribus ephippiger
- Anthribus ephippium
- Anthribus fasciatus
- Anthribus fascicularis
- Anthribus ferrugatus
- Anthribus ferrugineus
- Anthribus flagellatus
- Anthribus flavitarsis
- Anthribus frenatus
- Anthribus frontalis
- Anthribus fulvirostris
- Anthribus fulvitarsis
- Anthribus fulvus
- Anthribus funebris
- Anthribus galleruca
- Anthribus garnotii
- Anthribus gigas
- Anthribus glaber
- Anthribus glaucus
- Anthribus gracilicornis
- Anthribus griseomaculatus
- Anthribus griseus
- Anthribus guttatus
- Anthribus halli
- Anthribus haplosoma
- Anthribus heros
- Anthribus imitarius
- Anthribus imperialis
- Anthribus incertus
- Anthribus inflatus
- Anthribus intersectus
- Anthribus japonicus
- Anthribus küsteri
- Anthribus laevis
- Anthribus lanugicornis
- Anthribus latirostris
- Anthribus leucostictus
- Anthribus levinensis
- Anthribus limbatus
- Anthribus lividus
- Anthribus longicornis
- Anthribus lugubris
- Anthribus lunatus
- Anthribus macrocerus
- Anthribus malaicus
- Anthribus marchicus
- Anthribus marmoratus
- Anthribus marmoreus
- Anthribus maurus
- Anthribus mixtus
- Anthribus modestus
- Anthribus moestus
- Anthribus murinus
- Anthribus nanus
- Anthribus nebulosus
- Anthribus nigellus
- Anthribus nigripennis
- Anthribus nigroclavatus
- Anthribus nigroungulatus
- Anthribus nitidus
- Anthribus niveirostris
- Anthribus nodicornis
- Anthribus notatus
- Anthribus obscurus
- Anthribus ornaticollis
- Anthribus pallidus
- Anthribus pallinosus
- Anthribus parallelus
- Anthribus pedicularia
- Anthribus peregrinus
- Anthribus perfolicornis
- Anthribus philippinensis
- Anthribus pilicornis
- Anthribus planatus
- Anthribus planirostris
- Anthribus propinquus
- Anthribus pubescens
- Anthribus pubicornis
- Anthribus pulicarius
- Anthribus pustulatus
- Anthribus pygmaeus
- Anthribus quadrilineatus
- Anthribus quadrinotatus
- Anthribus quadrituberculatus
- Anthribus reconditus
- Anthribus resurgens
- Anthribus retusus
- Anthribus rhinomacer
- Anthribus roboris
- Anthribus ruber
- Anthribus ruficollis
- Anthribus ruficornis
- Anthribus rufipes
- Anthribus rugifer
- Anthribus rugosus
- Anthribus sambucinus
- Anthribus scabrosus
- Anthribus scapularis
- Anthribus scoparius
- Anthribus scriptus
- Anthribus semigriseus
- Anthribus semiluctuosus
- Anthribus senilis
- Anthribus sepicola
- Anthribus sericeus
- Anthribus signatus
- Anthribus spinosus
- Anthribus squamiger
- Anthribus sticticus
- Anthribus stigma
- Anthribus striatus
- Anthribus subpenicillatus
- Anthribus subtomentosus
- Anthribus sugillatus
- Anthribus sulcirostris
- Anthribus sulphureus
- Anthribus suspectus
- Anthribus suturalis
- Anthribus tenuicornis
- Anthribus tesselatus
- Anthribus tessellatus
- Anthribus testaceus
- Anthribus thierriati
- Anthribus tigris
- Anthribus tomentosus
- Anthribus transversus
- Anthribus tuberculatus
- Anthribus undatus
- Anthribus undulatus
- Anthribus unicolor
- Anthribus uniformis
- Anthribus wairirensis
- Anthribus wallacei
- Anthribus vandykei
- Anthribus variegatus
- Anthribus variipes
- Anthribus varius
- Anthribus venustus
- Anthribus verrucosus
- Anthribus westermanni
- Anthribus viridans
- Anthribus vittatus
- Anthribus zebra